# Вступительный акт
Вступи́тельный акт (англ.: The Opening Act) — американская комедия 2020 года, написанная и снятая Стивом Бирном в его режиссёрском дебюте. В ролях снимались: Джимми О. Янг, Алекс Моффат, Седрик «Развлекатель», Нил Бреннан, Билл Бёрр, Уитни Каммингс, Джермейн Фаулер, Кен Чжон, Рассел Питерс и Дебби Райан.
Он был выпущен 16 октября 2020 года компанией RLJE Films.

## Сюжет
Фильм описывает жизнь Уилла Чу, чья истинная страсть — стать стендап-комиком. Когда ему предоставляется возможность вести комедийное шоу, раскрывающее его героя, Билли Джи, он должен решить, хочет ли он продолжить жизнь, которую он создал, или следовать своей мечте, жизни комика.

## В ролях
- Джимми О. Ян, как Уилл Чу
- Седрик Развлекатель в роли Билли Джи
- Уитни Каммингс в роли Брук
- Кен Чжон, как Куинн
- Дебби Райан в роли Джен
- Алекс Моффат в роли Криса Палмера
- Илиза Шлезингер, как Вэл
- Нил Бреннан в роли Чипа
- Рассел Питерс, как Рэнди
- Билл Бёрр, как Барри
- Анджела Джонсон, как Крисси
- Том Сегура, как полицейский
- Рой Вуд младший, как Гэри
- Фелипе Эспарса в роли таксиста Стива
- Джермейн Фаулер, как Рики
- Джеки Тон в роли Меган

## Производство
В июне 2018 года было объявлено, что Джимми О. Янг, Нил Бреннан, Рассел Питерс, Дебби Райан, Билл Бёрр, Анджела Джонсон, Том Сегура и Рой Вуд-младший присоединились к актерскому составу фильма, а Стив Бирн режиссировал по сценарию, им написанным. Ожидалось, что Винс Вон и Питер Биллингсли будут продюсерами «под знамёнами» Wild West Picture Show Productions. В июле 2018 года к актёрскому составу фильма присоединились Седрик «Развлекатель», Уитни Каммингс, Кен Жонг, Джермейн Фаулер, Илиза Шлезингер, Алекс Моффат и Фелипе Эспарса.

### Съемки фильма
В июне 2018 года сообщалось, что основные съемки фильма начались в Лос-Анджелесе.

## Релиз
В сентябре 2020 года RLJE Films приобрела права на распространение фильма и назначила его выпуск на 16 октября 2020 года.

## Приём
На агрегаторе рецензий Rotten Tomatoes фильм имеет рейтинг одобрения 82% на основе 22-х рецензий со средней оценкой 7/10 . Консенсус критиков веб-сайта гласит: 
«Во «Вступительном акте» сценарист-режиссёр Стив Бирн предлагает проницательный взгляд на трудности, с которыми сталкиваются подающие надежды стендап-комики — и творческие мечтатели в целом».

## Внешние ссылки
- «Вступительный акт» (англ.) на сайте Internet Movie Database
- «Вступительный акт» (англ.) на сайте Rotten Tomatoes